# Brunbandad malmätare
Brunbandad malmätare (Eupithecia sinuosaria) är en fjärilsart som beskrevs av Eduard Friedrich Eversmann 1848. Brunbandad malmätare ingår i släktet Eupithecia och familjen mätare. Enligt den finländska rödlistan är arten nära hotad i Finland. Arten är reproducerande i Sverige. Artens livsmiljö är sandstränder vid Östersjön. Inga underarter finns listade i Catalogue of Life.